# Classical Philology
Classical Philology é uma revista científica criada em 1906 e publicada pela University of Chicago Press. Apresenta artigos e ensaios sobre temas relacionados com literatura, história, filosofia, religião, arte e sociedade da antiga Grécia e Roma.